# Licinianus (trónbitorló)
Julius Valens Licinianus egy római ellencsászár volt 250-ben. A szenátorként működő Licinianust a római Szenátus és a lakosság egyes részei támogatták, amikor felkelést kezdeményezett a gótokkal küzdő Decius ellen. A Decius nevében Rómát irányító  Valerianus ugyanakkor könnyen leverte a lázadást.
Lehetséges, hogy azonos Valens Seniorral, aki ugyanabban az évben tevékenykedett ellencsászárként.

## Fordítás
Ez a szócikk részben vagy egészben  a   Licinianus című angol Wikipédia-szócikk fordításán alapul.  Az eredeti cikk szerkesztőit annak laptörténete sorolja fel. Ez a jelzés csupán a megfogalmazás eredetét és a szerzői jogokat jelzi, nem szolgál a cikkben szereplő információk forrásmegjelöléseként.